# 崎川みずき
崎川 みずき（さきかわ みずき、1998年3月1日 - ）は、日本のライブアイドル、グラビアアイドル、モデル、タレント、コスプレイヤー。名古屋市を中心に活動する女性アイドルグループ「ヱンデ」のメンバーである。愛知県出身。愛称は「みじゅき」。血液型AB型。2020年1月時点のボディサイズは身長155cm・バスト85cm・ウエスト60cm・ヒップ85cm。2020年1月に光文社とマシェバラが主催する「第14回 ミスFLASH2020選考オーディション」でグランプリを受賞した。

## 略歴
名古屋市出身のコスプレイヤー「えなこ」に憧れ、心奪われたのが芸能界入りしたきっかけである。2016年10月に名古屋のご当地アイドルグループ「イノセントリリー」のメンバーとして活動を開始。「イノセントリリー」在籍時代には「名古屋アイドルシアター」を本拠地としてライブ活動を行った。
2019年5月に「第14回 ミスFLASH2020選考オーディション」へ応募し、セミファイナル審査を第4位、ファイナル審査を第6位で通過。そして、2020年1月13日にグランプリの受賞が決定した。これを契機に、芸能界入りする前から志望していたグラビアアイドルとしても活動を開始する。
2020年10月17日に「名古屋アイドルシアター」で行われた「崎川みずき卒業公演」をもって「イノセントリリー」を卒業。翌2021年3月23日、名古屋市を中心に活動する女性アイドルグループ「ヱンデ」の公式Twitter上でメンバーとして紹介された。
担当カラーは「みじゅ色コアクマブルー」と発表された。
6月19日☆ヱンデデビューライブ決定★今池3star ショートカット部定期公演「掴め！新たな未来」
TIF2021TOKYO IDOL FESTIVAL全国選抜LIVE 1次選考通過
『ヱンデイFINAL～解散ライブ～』を以ってヱンデ解散

## 人物
- キャラ：自由奔放＆ぽんこつキャラ[22]
- チャームポイント：片八重歯・えくぼ・ほくろ[23]
- 趣味：ひきこもり・ネットサーフィン[2][13]
- 特技：洗濯・魚介類を焼いて食べること[2][13]
- 将来の夢：モデル[2]

## 作品

### DVD
- ファーストDVD『崎川みずき ミスFLASH2020』ラインコミュニケーションズ、2020年4月20日。ASIN B085S586DH。
- セカンドDVD『崎川みずき 狐が嫁入りできなかったので今日も晴天です』竹書房、2021年5月21日。ASIN B09373S6NP。

### 写真集
- 崎川みずき、岩松喜平 (写真)『FLASHデジタル写真集 崎川みずき ミスFLASH2020グランプリ』光文社、2020年1月31日。ASIN B0842M4H6P。
- FLASH編集部 編『ミスFLASH2020写真集 ようこそビキニパークへ』光文社、2021年1月19日。ISBN 9784334902643。
- 藤田いろは・崎川みずき・白宮奈々・日野アリス、岩松喜平 (写真)・木村哲夫 (写真)『【電子版限定29ページ増】ミスFLASH2020写真集　ようこそビキニパークへ』光文社、2021年1月30日。ASIN B08SBW3M31。
- 『グラビア傑作選 glamorous FLASH』光文社〈光文社ブックス〉、2021年3月23日。ISBN 9784334871666。
- 崎川みずき、木村哲夫 (写真)『FLASHデジタル写真集 崎川みずき 七変化』光文社、2020年6月15日。ASIN B0962K1Y56。

### グッズ
- ミスFLASHグランプリのオリジナルグッズ - カレンダー・ポスター・フォトブックなど。2020年4月1日発売[24]。
- FLASHトレカシリーズ第12弾「ミスFLASH～2020～」公式トレーディングカード 2021年3月27日発売[25]

### キャラクター
- 杉本屋製菓「魔剣戦士」徳川カノン (ベースモデル)[26]
- ななぱち「パチンコ魔剣戦士」徳川カノン[27]

### コスプレ
- 環古達 /『炎炎ノ消防隊』コミックマーケット2019冬コミケ・C97（東京国際展示場、2019年12月30日）[28]
- 涼宮ハルヒ /『涼宮ハルヒの憂鬱』コミックマーケット2019冬コミケ・C97（東京国際展示場、2019年12月30日）[29]
- 水原千鶴 /『彼女お借りします』長島スパコス2020秋（ナガシマスパーランド、2020年10月4日）[30]
- キズナアイ /コミックマーケット99『バーチャルYouTuber』コスホリック コスホリック#CH29(東京流通センター第1展示場、2020年12月30日）[31]
- 惣流・アスカ・ラングレー/新世紀エヴァンゲリオン』コミックマーケットC99[32]
- 春麗/ストリートファイターII』コミックマーケットC100[33]

## 出演

### 撮影会
- 「ビジュアルクイーン撮影会 in としまえん2019」(2019年6月22日)[34]
- 「うずらフォト at RICO STUDIO Hatagaya」(2020年9月18日)[35]
- 「うずらフォト at ゼロスタジオ」(2020年11月21日)[36]
- 「サマラン祭2020 大撮影会」(2020年11月28日)[37]
- 「春のTOKYO GRAVURE IDOL FESTIVAL ONLINE 2021」(2021年5月6日)[38]
- 「東京Lily撮影会」団体撮影会 (2021年5月22日)[39]
- 「近代麻雀水着祭★2021」(2021年5月30日)[40]
- 「フレッシュスペシャル大撮影会」(2021年6月6日)[41][42]
- 「Fresh！撮影会」(2021年6月6日)[43]
- 「フレッシュスペシャル大撮影会in川越水上公園」(2022年5月29日)[44]
- 「フレッシュスペシャル大撮影会in川越水上公園」(2022年6月12日)[45]
- 「Fresh！スペシャルプール大撮影会」(2022年6月12日)[46]
- 「Fresh！スペシャルプール大撮影会」(2022年6月13日)[47]
- 「フレッシュフェス2025／4月29日」【写真特集】[48]